# JCreator
JCreator é um IDE Ambiente de Desenvolvimento Integrado criado pela Xinox Software tendo as versões Pro e LE(Learn Edition) que suporta o desenvolvimento em Java,JavaScript,XML,HTML.
JCreator é um poderoso e interativo entorno de desenvolvimento (IDE) para JAVA que com algumas características como as que se seguem:
- Manuseamento de projetos em uma interface semelhante à do Microsoft Visual Studio;
- Definição de esquemas de cor XML;
- Reutilização de código de projetos existentes usando diferentes versões do JDK;
- Modelos pré-definidos;
- Permite manusear e intercâmbiar código com sua integração entre Ant e CVS.
- Personalização da interface do usuário.